# Lasy Chocianowskie
Lasy Chocianowskie, pełna nazwa Obszar Chronionego Krajobrazu "Lasy Chocianowskie" – teren chroniony w powiecie polkowickim w województwie dolnośląskim. Zajmuje 5132 hektary. Powstał 1 czerwca 1998 roku.

## Geografia
Lasy Chocianowskie tworzą krajobraz nizinny w dolinie rzeki Szprotawy z przyległymi kanałami wodnymi, odgałęzieniami i rozlewiskami. W granicach obszaru znajduje się jeden zbiornik wodny o powierzchni ok. 4,1 hektara, będący zatopionym wyrobiskiem po eksploatacji glinki kaolinowej.
Granica obszaru chronionego biegnie od miasta Chocianów, przez wieś Pogorzeliska i Nową Wieś Lubińską. Następnie pomiędzy wsiami Trzmielów i Janów, dalej za wsią Golanka, aż dociera znów do miasta Chocianów.
Od jego nazwy powstała także ścieżka rowerowa Lasy Chocianowskie o długości 43 kilometrów, łącząca piesze i rowerowe szlaki turystyczne Przemkowskiego Parku Krajobrazowego z pozostałymi szlakami regionu.

## Przyroda
Wartości przyrodnicze tego terenu stanowi głównie szata roślinna. Starodrzewów jest niewiele, przy czym pojedyncze poddziały z dominacją sosny w wieku 100–130 lat przeważają w środkowej i zachodniej części obszaru, natomiast z przewagą dębu w wieku 100–120 lat we wschodniej części obszaru w rejonie Nowej Wsi Lubińskiej i Trzmielowa.  W dolinach rzek występują fragmenty lasów łęgowych z olszą czarną (Alnus glutinosa) oraz wierzbami: białą (Salix alba) i kruchą (Salix fragilis). Zbiorowiska o charakterze torfowisk występują głównie w dolinie Chocianowskiej Wody, w miejscach stale podmokłych rozwija się bujna roślinność szuwarowa, m.in. mech mokradłosz, sierpolist i drabik drzewkowaty.

## Etymologia
Nazwa pochodzi od miasta Chocianów, które znajduje się na granicy Lasów Chocianowskich.